# Karina Rodríguez (cestista)
Karina Valeria Rodríguez (8 febbraio 1972) è un'ex cestista argentina.

## Carriera
Con l'Argentina ha disputato i Campionati americani del 1989.